# 최진혁
최진혁(본명: 김태호, 1986년 2월 9일 ~ )은 대한민국의 배우이다.

## 약력
최진혁은 전라남도 목포시에서 무매독자로 태어났다. 고등학교 졸업 이후, 가수가 되고 싶은 꿈을 안고 홀로 서울에 와서 아르바이트를 하면서 음반 준비를 하는 중에 2006년 KBS 《서바이벌 스타오디션》에 나가게 되었고, 6000 대 1의 경쟁률을 뚫고 최종 우승을 하였다.
이후, 2006년 드라마 《일단 뛰어》라는 작품을 통해 연기자로서 데뷔를 하게 되었다.
2008년 《내 사랑 금지옥엽》, 2010년 《파스타》등 여러 편의 작품에 출연하면서 배우로서의 변화가 필요하다는 생각에 고민 끝에 본명인 "김태호"라는 이름 대신 예명인 "최진혁"으로 제2의 배우 인생을 시작했다. 이후 2010년 《괜찮아, 아빠 딸》에서 처음으로 주연을 맡은 이후 계속해서 《로맨스가 필요해》, 《내 딸 꽃님이》에 출연했다.
2013년에 방영한 드라마 《구가의 서》에서 "구월령"을 연기했다. 이 작품으로 배우 최진혁으로서 주목을 받았고 이후 《상속자들》, 《응급남녀》, 《신의 한 수》 등에 연이어 출연하였다.
2020년 동명의 웹툰을 원작으로 한 OCN 드라마 《루갈》에서 강기범 역으로 출연했다.

## 학력
- 목포청호초등학교 졸업
- 목포덕인중학교 졸업
- 전남제일고등학교 졸업
- 경문대학 모델과 중퇴
- 대진대학교 인문예술대학 연극영화과 중퇴

## 출연 작품

### 드라마
- 2006년 MBC 일일시트콤 《레인보우 로망스》 ... 고등학생 역
- 2006년 KBS2 목요 미니시리즈 《일단 뛰어》 ... 이혁진 역
- 2007년 KBS2 드라마시티 《이웃의 한 젊은이를 위하여》 ... 김병용 역
- 2007년 ~ 2008년 KBS1 TV소설 《아름다운 시절》 ... 오재혁 역
- 2008년 KBS2 수목 미니시리즈 《전설의 고향 - 구미호》 ... 효문 역
- 2008년 KBS2 주말 연속극 《내사랑 금지옥엽》 ... 송동호 역
- 2009년 KBS2 월화 미니시리즈 《전설의 고향 - 계집종》... 이랑 역
- 2010년 MBC 월화 미니시리즈 《파스타》 ... 선우덕 역
- 2010년 ~ 2011년 SBS 월화 미니시리즈 《괜찮아, 아빠 딸》 ... 최혁기 역
- 2011년 tvN 월화 미니시리즈 《로맨스가 필요해》 ... 배성현 역
- 2011년 SBS 일일연속극 《내 딸 꽃님이》 ... 구상혁 역
- 2012년 채널 A 주말 미니시리즈 《판다양과 고슴도치》 ... 최원일 역
- 2012년 MBC 월화 미니시리즈 《구가의 서》 ... 구월령 역
- 2013년 SBS 드라마스페셜 《상속자들》 ... 김원 역
- 2014년 tvN 금토 미니시리즈 《응급남녀》 ... 오창민 역
- 2014년 tvN 금요 미니시리즈 《꽃할배 수사대》 ... 젊은 이준혁 역 (카메오)
- 2014년 MBC 수목 미니시리즈 《운명처럼 널 사랑해》 ... 다니엘 역
- 2014년 ~ 2015년 MBC 월화 미니시리즈 《오만과 편견》 ... 구동치 역
- 2017년 OCN 주말 오리지널 드라마 《터널》 ... 박광호 역
- 2018년 MBN 수목 미니시리즈 《마성의 기쁨》 ... 공마성 역
- 2018년 ~ 2019년 SBS 드라마스페셜 《황후의 품격》 ... 나왕식 / 천우빈 역
- 2019년 KBS2 수목 미니시리즈 《저스티스》 ... 이태경 역
- 2019년 JTBC 월화 미니시리즈 《꽃파당: 조선혼담공작소》 ... 무관 역 (특별출연)
- 2020년 OCN 주말 미니시리즈 《루갈》 ... 강기범 역
- 2020년 KBS2 월화 미니시리즈 《좀비탐정》 ... 김무영/ 강민호 역
- 2020년 ~ 2021년 tvN 주말 미니시리즈 《철인왕후》 ... 장봉환 역
- 2021년 Olleh TV 웹드라마 《복제인간》 ... 최재혁 역 (특별출연)
- 2021년 KBS2 드라마스페셜 2021 《KBS 드라마 스페셜 - 사이렌》 ... 최태승 역
- 2023년 MBC 미니시리즈 《넘버스 : 빌딩숲의 감시자들》 ... 한승조 역
- 2024년 JTBC 토일 미니시리즈 《낮과 밤이 다른 그녀》 ... 계지웅 역

### 영화
| 연도 | 제목          | 역할      | 참고      |
| ---- | ------------- | --------- | --------- |
| 2012 | 음치클리닉    | 박민수    |           |
| 2013 | 꿈의 시작     | 김준수    | 단편영화  |
| 2014 | 신의 한수     | 선수      |           |
| 2015 | 러브 뱀파이어 | 마이크 리 | 일본 영화 |

## 그 외 활동

### 앨범
- 2011년 드라마 괜찮아 아빠딸 OST - 〈죽을만큼〉
- 2012년 드라마 판다양과 고슴도치 OST - 〈사랑도치〉
- 2013년 드라마 구가의 서 OST - 〈잘있나요〉
- 2013년 드라마 상속자들 OST - 〈돌아보지 마〉
- 2014년 드라마 응급남녀 OST - 〈꽃향기〉
- 2018년 드라마 마성의기쁨 OST - 〈잊으려던 사랑〉
- 2024년  〈달려가 널 안고 싶어〉

### 텔레비전 프로그램
- 2006년 KBS 《서바이벌 스타오디션》 - 최종 우승
- 2009년, 2010년 KBS 《스타 골든벨》 - 게스트 출연
- 2009년 MBC 《스친소 서바이벌》 - 게스트 출연
- 2010년 MBC every1 《스타 포토그래퍼 탄생기 - 열혈포스》
- 2010년 MBC 《세상을 바꾸는 퀴즈 '세바퀴'》 - 게스트 출연
- 2010년 MBC 《찾아라! 맛있는 TV》 - 게스트 출연
- 2010년, 2012년 SBS 《강심장》 - 게스트 출연
- 2011년 tvN 《뮤직토크쇼 '러브송'》 - 게스트 출연
- 2013년 MBC 《MBC 대장금 10주년 특별기획 '대장금에서 나가수까지'》 - 진행
- 2013년 SBS 《런닝맨》 - 게스트 출연
- 2014년 KBS2 《해피투게더》 - 게스트 출연
- 2019년 SBS 《미운 우리 새끼》 - 스페셜 MC(162회) 출연
- 2021년 ~ 현재  SBS 《미운 우리 새끼》- 반고정 출연

### 라디오 프로그램
- 2012년, 2013년 SBS 파워 FM 《김창렬의 올드스쿨》 - 게스트 출연
- 2013년 MBC FM4U 《두시의 데이트 박경림입니다》 - 게스트 출연

### 뮤직비디오
- 2012년 티지어스 - 〈코끝이 찡해지면〉
- 2013년 태원 - 〈미치도록〉

### 광고
- 2007년 씨랄라 워터파크
- 2013년 프록터 앤드 갬블(P&G) 질레트 면도기 ※한국, 일본 동시 방영[6]
- 2013년 삼성전자 갤럭시S4 - 나와 S4이야기 '꿈의 시작 편'
- 2013년 Haglöfs 스웨덴 프리미엄 아웃도어 브랜드 모델
- 2013년 아놀드파마 (with 조윤희)
- 2014년 벼룩시장 구인구직

## 수상 및 후보
| 연도 | 시상식                               | 부문                             | 작품                         | 결과 |
| ---- | ------------------------------------ | -------------------------------- | ---------------------------- | ---- |
| 2006 | KBS 서바이벌 스타오디션              | 대상                             | 빈칸                         | 수상 |
| 2013 | 제6회 스타일 아이콘 어워즈           | 베스트 K-스타일상                | 빈칸                         | 수상 |
| 2013 | 제2회 에이판 스타 어워즈             | 남자 신인연기상                  | 구가의 서                    | 수상 |
| 2013 | MBC 연기대상                         | 남자 신인연기상                  | 구가의 서                    | 후보 |
| 2013 | SBS 연기대상                         | 뉴스타상                         | 상속자들                     | 수상 |
| 2014 | 제2회 홍콩 아시아 레인보우 TV 어워즈 | 남우조연상                       | 구가의 서                    | 수상 |
| 2014 | 제50회 백상예술대상                  | TV부문 남자 신인연기상           | 구가의 서                    | 후보 |
| 2014 | 제7회 코리아 드라마 어워즈           | 남자 우수연기상                  | 상속자들, 운명처럼 널 사랑해 | 후보 |
| 2014 | 제7회 스타일 아이콘 어워즈           | 10대 스타일 아이콘상             | 빈칸                         | 후보 |
| 2014 | 제51회 대종상                        | 신인남우상                       | 신의 한 수                   | 후보 |
| 2014 | 제35회 청룡영화상                    | 신인남우상                       | 신의 한 수                   | 후보 |
| 2014 | MBC 연기대상                         | 특별기획부문 남자 우수연기상     | 오만과 편견                  | 수상 |
| 2014 | MBC 연기대상                         | 남자 인기상                      | 오만과 편견                  | 후보 |
| 2014 | MBC 연기대상                         | 베스트 커플상 (with 백진희)      | 오만과 편견                  | 후보 |
| 2015 | 제4회 드라마피버 어워즈              | 베스트 커플상 (with 송지효)      | 응급남녀                     | 후보 |
| 2018 | SBS 연기대상                         | 수목드라마부문 남자 최우수연기상 | 황후의 품격                  | 수상 |
| 2019 | KBS 연기대상                         | 미니시리즈부문 남자 우수연기상   | 저스티스                     | 후보 |
| 2019 | KBS 연기대상                         | 남자 네티즌상                    | 저스티스                     | 후보 |
| 2019 | KBS 연기대상                         | 베스트 커플상 (with 나나)        | 저스티스                     | 후보 |
| 2020 | KBS 연기대상                         | 미니시리즈부문 남자 우수연기상   | 좀비탐정                     | 후보 |
| 2020 | KBS 연예대상                         | 베스트 챌린지상                  | 좀비탐정                     | 수상 |
| 2021 | KBS 연기대상                         | 남자 드라마 스페셜·TV 시네마상   | KBS 드라마 스페셜 - 사이렌   | 후보 |
| 2024 | 제27회 대전특수영상영화제            | 남자 최우수연기상                | 낮과 밤이 다른 그녀          | 수상 |
| 2024 | 아시아 모델 어워즈                   | 모델스타상                       | 빈칸                         | 수상 |
| 2024 | SBS 연예대상                         | 남자 우수상                      | 미운 우리 새끼               | 수상 |